# Estany Negre (Porta)
L'Estany Negre, o de les Passaderes, és un llac d'origen glacial dels Pirineus, del terme comunal de Porta, de l'Alta Cerdanya, a la Catalunya del Nord.
És a a prop de l'extrem nord-occidental del terme de Porta, a la zona oriental del Pla de les Passaderes. És al sud-est del Pic Negre d'Envalira i també, tot i que molt més proper, del Coll dels Isards; també es troba al nord-est de la Portella Blanca d'Andorra. Les seves aigües són subsidiàries de la Ribera de Campcardós, afluent del Riu de Querol, pertanyent a la conca del Segre.
Aquest estany és molt concorregut per les rutes excursionistes que recorren els Pirineus de la zona oriental d'Andorra i occidental de la Cerdanya.